# Pistacia atlantica
El almácigo de Canarias o lengua de oveja (Pistacia atlantica) es un árbol del género pistacia, de la familia de las anacardiáceas.

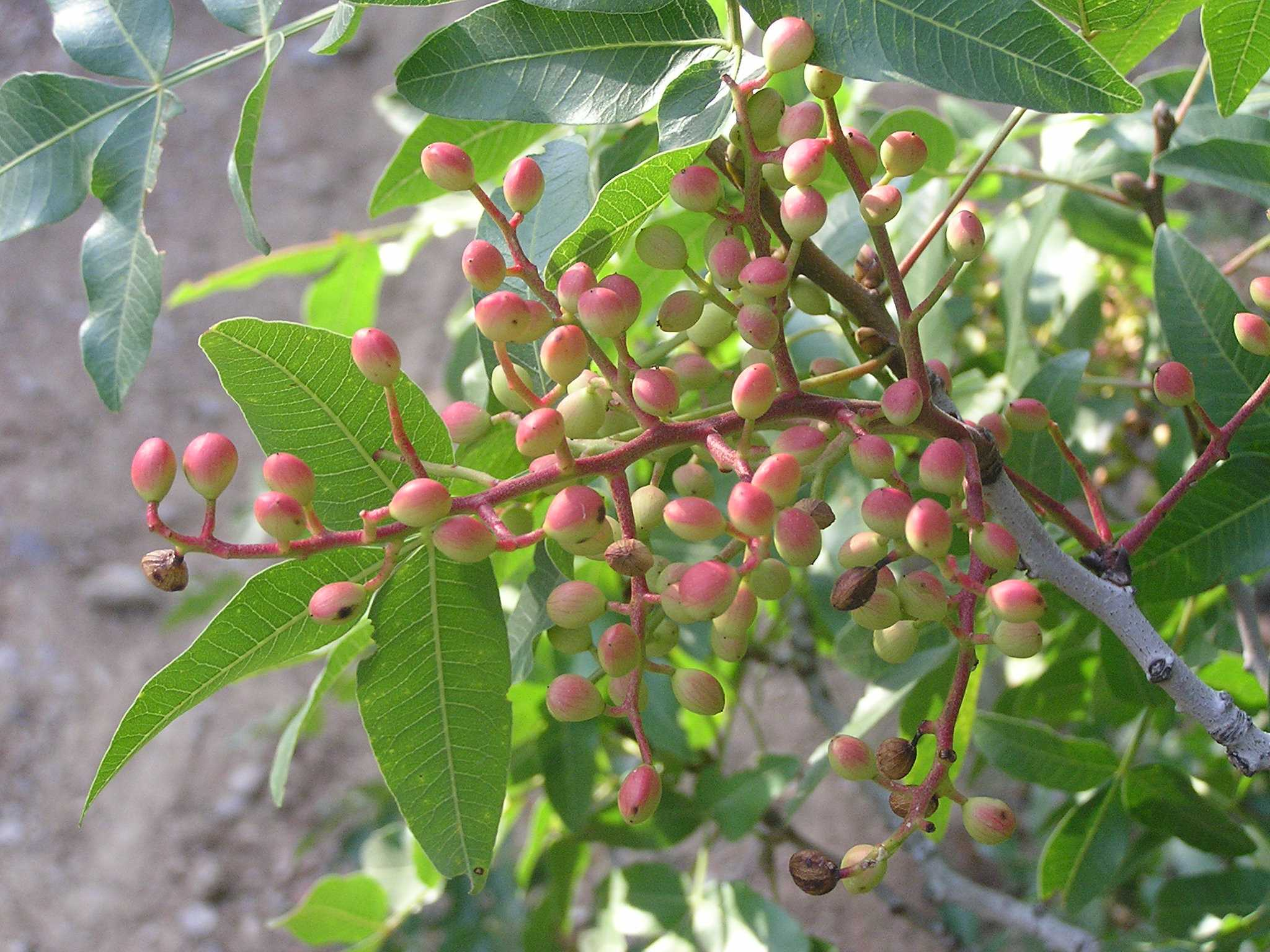
Frutos

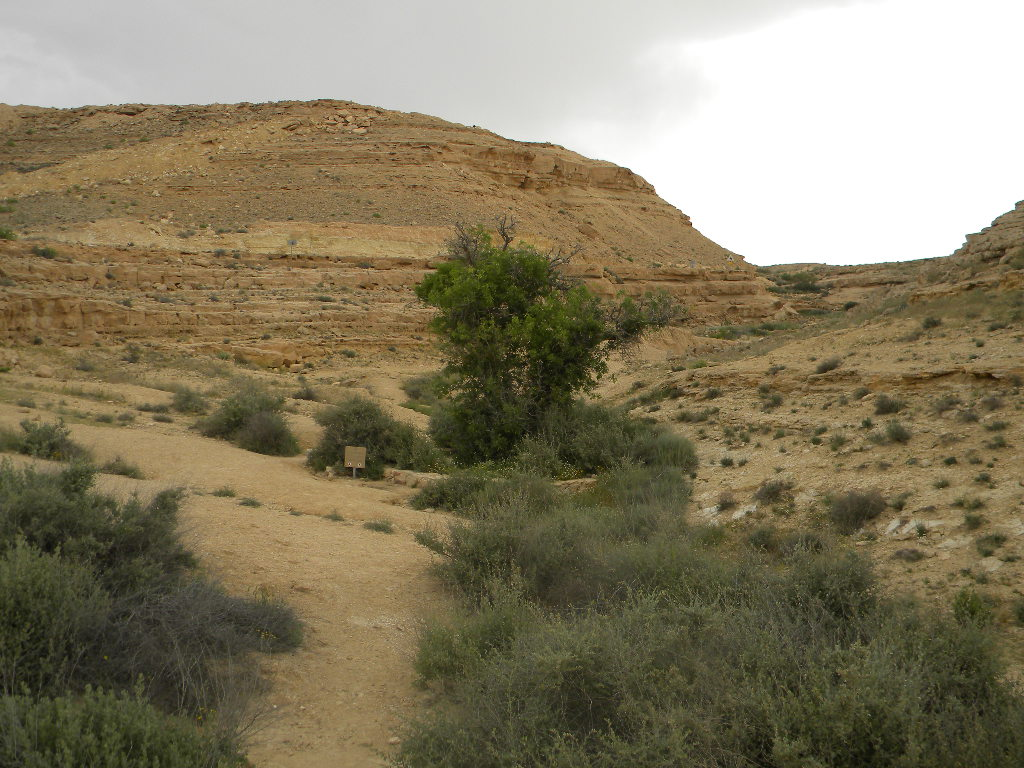
En Israel

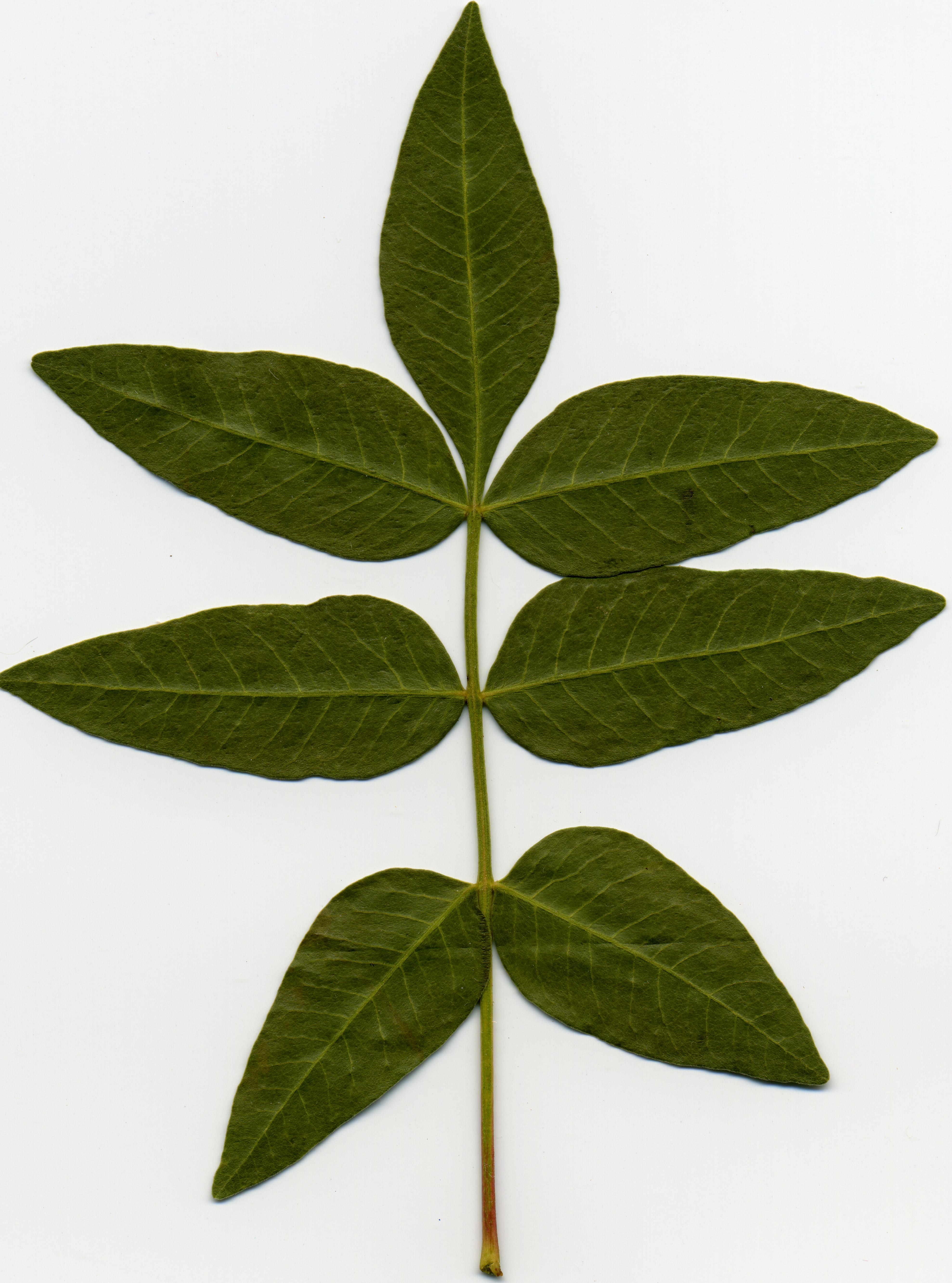
Detalle de la hoja

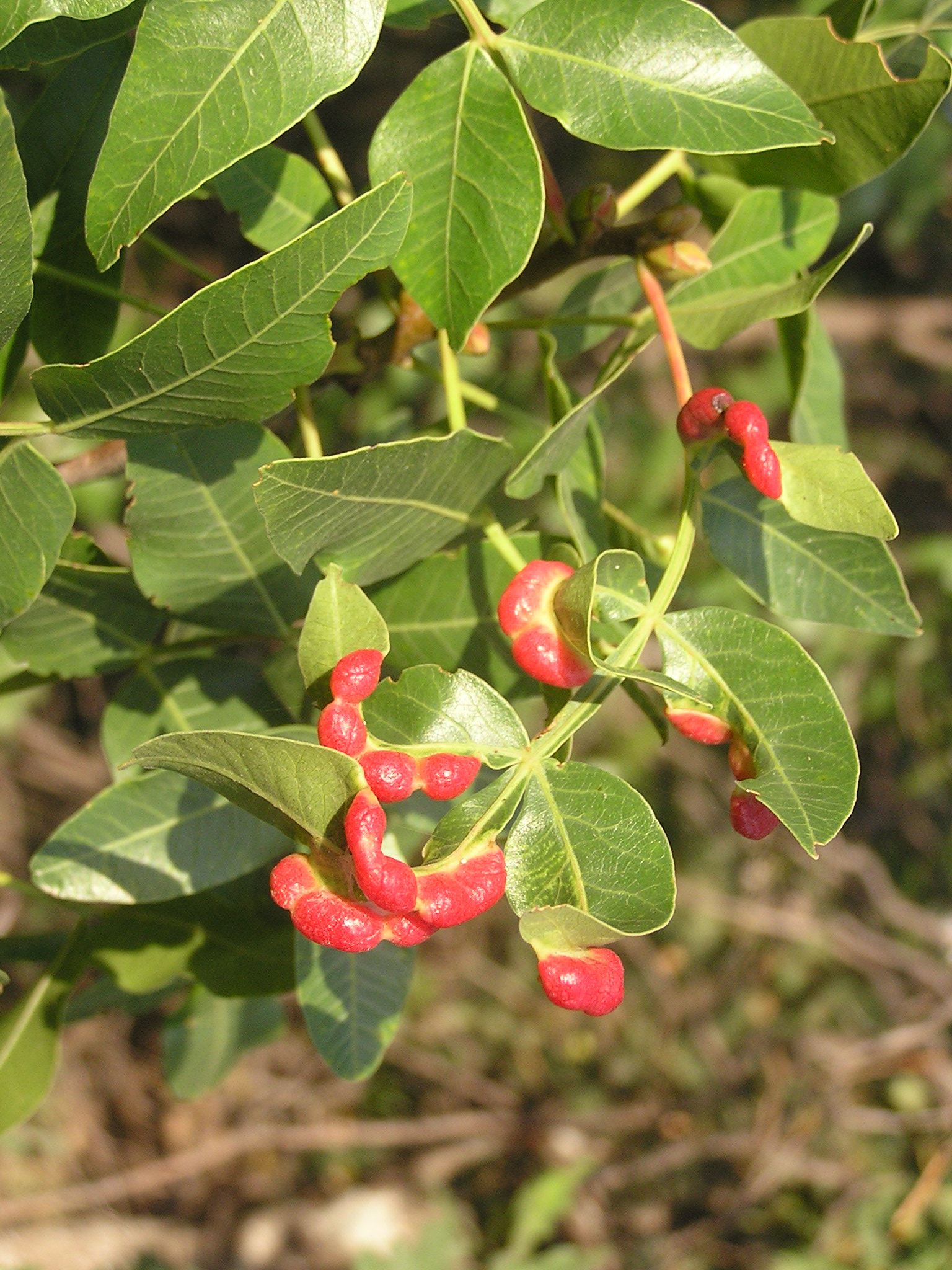
Agallas de Forda ricobonii en las hojas de Pistacia atlantica

## Descripción
Árbol que puede llegar a alcanzar de 8 a 12 m de altura, parecido al fresno o el algarrobo; el diámetro del tronco llega a alcanzar 1 m a los doscientos años. Es un árbol de crecimiento lento que llega a superar los 1000 años de edad. Su copa es espesa y enmarañada y la corteza fracturada y de un color gris ceniciento. Las ramas más viejas presentan el mismo diseño, fracturado y ceniciento, lo que le da al árbol aspecto de ser muy viejo. Hojas ovales, casi sésiles, brillantes por arriba, de color verde oscuro, de 7-9 folíolos, imparipinnados con pecíolos un poco alados; flores en racimos laxos, las masculinas y las femeninas sobre árboles diferentes. Las flores son unisexuales, pequeñas, de un verde discreto; fruto grueso como un guisante, rojizo luego cambiando a azul. 
En las zonas más frías echa las hojas en mayo y caen en noviembre. 
Plantas dioicas,  en algunas comunidades dominan los ejemplares hembra. Crece en encinares y robledales esclerofilos. Los frutos maduran de julio a octubre, comenzando a dar frutos a la edad de 8 a 10 años, abundantes frutos en 2-3 años.

## Generalidades
Es un árbol del género pistacia que está representado por especies tan conocidas como el pistacho, el lentisco o la cornicabra que abarca desde especies arbustivas hasta árboles adaptados a la sequía y el clima mediterráneo.
LLamado en árabe betoum. En Irán se llama baneh. En Canarias se lo conoce como almácigo.
Es más vigoroso que Pistacia terebinthus por lo cual se emplea como portainjerto en Ucrania y Estados Unidos para el cultivo de Pistacia vera, aunque resiste peor las heladas que la cornicabra.
Es importante su valor contra la erosión del suelo. Fortalece el suelo, se emplea para la forestación de las tierras áridas y laderas empinadas y contra los deslizamientos de tierras. Es una planta ornamental típica del arbolado urbano de las calles en las ciudades del Mar Negro. Además, las comunidades de pistacia atlántica son un gran refugio de especies raras incluyendo endémicas y del Mediterráneo, muchas escasas.
Las semillas, como en el pistacho, son comestibles crudos, como frutos secos, y contienen hasta un 60% de grasa. En Turquía se hacen dulces con el denominado pistacho de tsukpi. A veces, el fruto inmaduro se recoge y se come con leche agria. La planta contiene una goma, utilizada como goma de mascar en Kevan, Turquía, donde se la denomina goma del árbol kevove. 
La resina se emplea para la fabricación de alcohol y el lacado. Contiene aceites esenciales se utilizados en la industria de la perfumería. Las hojas son ricas en taninos, hasta un 20% en las agallas causadas por un pulgón parásito. Son la materia prima para el curtido en la industria del cuero.
La savia se seca y se emplea como incienso, ya que su combustión da un olor agradable, Se utiliza para dar ambiente a los locales, las celebraciones y en las ceremonias religiosas que se conoce como "incienso". 
La resina,  mezclada con mantequilla, se utiliza externamente para tratar las heridas.

## Distribución y hábitat
El almácigo es un árbol que se extiende por parte del norte de África y que se encuentra en los bosques termófilos, hasta 600 m de altitud. Es una de las pocas especies de hoja caduca autóctonas del archipiélago de Canarias.  
Es nativo de parte de Eurasia,  de la Meseta Iraní, hasta el norte de África. Es un árbol común en los bosque de las montañas de Irán.
También en el Sahara septentrional, en la región de las dayas al pie del Atlas sahariano marroquí y argelino; Es raro en el macizo de Hoggar. Noroeste de Marruecos y Canarias, donde está protegida por el "Anexo II de la Orden de Flora de la legislación autonómica de las Islas Canarias". Se encuentra en todas las islas Canarias menos en El Hierro. En Gran Canaria forma bosquetes monoespecíficos en varios barrancos del oeste de la isla, donde tiende a ocupar los fondos y las zonas más húmedas, entre Agaete y La Aldea de San Nicolás.

## Taxonomía
Pistacia atlantica fue descrita por René Louiche Desfontaines y publicado en Flora Atlantica 2(9): 364–365. 1799.
Etimología
Pistacia: nombre genérico que según Umberto Quattrocchi dice que deriva del nombre latíno pistacia para un árbol de pistacho y del griego pistake para la núcula del pistacho. Ambas palabras aparentemente derivan a su vez de un nombre persa o árabe antiguo.
atlantica: epíteto geográfico que alude a su localización en la orilla del Océano Atlántico.
Sinonimia
- Pistacia atlantica var. mutica Rech.f.
- Pistacia mutica Fisch. & C.A.Mey.
- Terebinthus atlanticus (Desf.) Dum.Cours.[7]